# 前711年
| 千纪： | 前1千纪 |
| 世纪： | 前9世纪 \| 前8世纪 \| 前7世纪 |
| 年代： | 前740年代 \| 前730年代 \| 前720年代 \| 前710年代 \| 前700年代 \| 前690年代 \| 前680年代 |
| 年份： | 前716年 \| 前715年 \| 前714年 \| 前713年 \| 前712年 \| 前711年 \| 前710年 \| 前709年 \| 前708年 \| 前707年 \| 前706年 |
| 纪年： | 戊辰年（馬年）；周桓王林九年；鲁桓公允元年；齐僖公禄父二十年；晋哀侯光七年；曲沃武公称五年；卫宣公晋八年；蔡桓侯封人四年；郑庄公寤生三十三年；曹桓公终生四十六年；燕穆侯十八年；陈桓公鲍三十四年；杞武公四十年；宋殇公与夷九年；秦宁公五年；楚武王熊通三十年 |

## 大事记
- 魯國大水[1]。
- 燕繆侯卒，子燕宣侯嗣位。
- 魯桓公、鄭莊公，會盟於越邑（山東曹縣境），鄭將璧玉以及祊田（山東費縣）交換魯之許田（河南許昌）。

## 出生
- 一月一日 - 神武天皇，日本第1代天皇